# كاميلي دونات
كاميلي دونات (بالفرنسية: Camille Donat)‏ هي تريثلت فرنسية، ولدت في 8 أكتوبر 1988 في سانت رافاييل في فرنسا.

## وصلات خارجية
- كاميلي دونات على موقع اتحاد الترياتلون الدولي (الإنجليزية)